# Amt Gnoien
Amt Gnoien – związek gmin w Niemczech, w kraju związkowym Meklemburgia-Pomorze Przednie, w powiecie Rostock. Siedziba związku znajduje się w mieście Gnoien.
W skład urzędu wchodzi pięć gmin, w tym jedna gmina miejska (Stadt) oraz cztery gminy wiejskie (Gemeinde):
1. Altkalen
2. Behren-Lübchin
3. Finkenthal
4. Gnoien, miasto
5. Walkendorf

## Zmiany administracyjne
- 26 maja 2019
  - przyłączenie gmin Boddin i Lühburg do gminy Walkendorf